# Katastrofa lotu Toa Domestic Airlines 63
Katastrofa lotu Toa Domestic Airlines 63 wydarzyła się 3 lipca 1971 w Japonii. Samolot NAMC YS-11 (nr rej. JA8764), należący do linii Toa Domestic Airlines, lecący z Sapporo do Hakodate z 68 osobami na pokładzie, rozbił się na południe od miejscowości Yokotsudake. Zginęli wszyscy znajdujący się na pokładzie (64 pasażerów i 4 członków załogi).
Samolot wystartował z lotniska Chitose Airport w Sapporo o godzinie 8:30 czasu lokalnego. Po starcie pilot utrzymywał samolot na wysokości 1800 metrów. O godzinie 9:05 samolot zniknął z radarów. Jak później ustalono, samolot rozbił się przez błąd pilota, który wykonał zły ruch drążkiem sterowniczym w czasie unikania silnych wiatrów, w które wleciał samolot. W efekcie maszyna rozbiła się.